# VSS Imagine

Le VSS Imagine est un avion spatial suborbital de type SpaceShip III, le premier de sa classe construit pour la société Virgin Galactic. L'aéronef est dévoilé le 30 mars 2021. L'entreprise prévoyait de lancer ses premiers vols touristiques avec en 2022, mais avec l'apparition de la classe "Delta" de Spaceships, rendu osbsolète, il servira à réaliser des tests au sol, ainsi que le deuxième et dernier de la flotte, VSS Inspire. Aucun ne volera donc d'aucune façon que ce soit.